# Provincia de Jetisu
Jetisu (en kazajo: Жетісу облысы, romanizado: Jetısu oblysy; en ruso: Жетысуская область), a veces llamada provincia de Zhetysu, es una de las diecisiete provincias de Kazajistán. Su centro administrativo es Taldykorgan.

## Geografía
La superficie total de la región es de 118.500 km².

## Historia
El presidente kazajo, Kasim-Yomart Tokáev, anunció el 16 de marzo de 2022 la creación de la provincia. La zona se escindió de la provincia de Almatý cuando el decreto de Tokayev entró en vigor el 8 de junio de 2022. El centro administrativo de la provincia es Taldykorgan, y el centro de la provincia de Almatý se trasladó a Konaev. El 11 de junio de 2022 Beibit Isabayev fue nombrado akim de la provincia. Las fronteras de la provincia corresponden aproximadamente a la antigua provincia de Taldykorgan, que fue eliminada en 1997 y fusionada con la provincia de Almaty.

## Divisiones Administrátivas

Distritos de la provincia de Jetisu.

La provincia está dividida administrativamente en ocho distritos y las ciudades Taldykorgan y Tekeli.
- Distrito de Aksu, su centro administrativo es Zhansugirov;
- Distrito de Alakol, su centro administrativo es Üşaral;
- Distrito de Eskeldi, su centro administrativo es Karabulak;
- Distrito de Karatal, su centro administrativo es Ushtobe;
- Distrito de Kerbulak, su centro administrativo es Sary-Ozek;
- Distrito de Koksu, su centro administrativo es Balpyk Bi;
- Distrito de Panfilov, su centro administrativo es Zharkent;
- Distrito de Sarkand, su centro administrativo es Sarkand;
- Ciudad de Taldykorgan;
- Ciudad de Tekeli.